# Nuoto ai Giochi della XVIII Olimpiade - 200 metri rana femminili
La competizione dei 200 metri rana femminili di nuoto ai Giochi della XVIII Olimpiade si è svolta nei giorni 11 e 12 ottobre 1964 allo Yoyogi National Gymnasium di Tokyo.

## Programma
| Data            | Round      | Note                           |
| --------------- | ---------- | ------------------------------ |
| 11 ottobre 1964 | 4 Batterie | I migliori 8 tempi alla finale |
| 12 ottobre 1964 | Finale     |                                |

## Risultati

### Batterie
| Pos. | Atleta             | Nazione     | Tempo  | Posizione finale |
| ---- | ------------------ | ----------- | ------ | ---------------- |
| 1    | Klenie Bimolt      | Paesi Bassi | 2'50"7 | 8                |
| 2    | Marguerite Ruygrok | Australia   | 2'53"1 | 9                |
| 3    | Witrud Urselmann   | Germania    | 2'53"2 | 10               |
| 4    | Tammy Hazleton     | Stati Uniti | 2'55"0 | 14               |
| 5    | Noriko Yamamoto    | Giappone    | 2'57"0 | 17               |
| 6    | Zsuzsa Kovács      | Ungheria    | 3'06"7 | 23               |
| 7    | Margaret Harding   | Porto Rico  | 3'16"0 | 25               |

| Pos. | Atleta                 | Nazione          | Tempo  | Posizione finale |
| ---- | ---------------------- | ---------------- | ------ | ---------------- |
| 1    | Bärbel Grimmer         | Germania         | 2'48"6 | 2                |
| 2    | Galina Prozumenščikova | Unione Sovietica | 2'49"0 | 4                |
| 3    | Jacqueline Enfield     | Gran Bretagna    | 2'54"9 | 13               |
| 4    | Gretta Kok             | Paesi Bassi      | 2'55"4 | 15               |
| 5    | Susana Peper           | Argentina        | 3'00"0 | 22               |
| -    | Christine Barnetson    | Australia        | Squal. |                  |

| Pos. | Atleta            | Nazione          | Tempo  | Posizione finale |
| ---- | ----------------- | ---------------- | ------ | ---------------- |
| 1    | Svetlana Babanina | Unione Sovietica | 2'48"3 | 1                |
| 2    | Stella Mitchell   | Gran Bretagna    | 2'48"8 | 3                |
| 3    | Claudia Kolb      | Stati Uniti      | 2'49"7 | 5                |
| 4    | Ursula Küper      | Germania         | 2'50"1 | 6                |
| 5    | Isabel Castañe    | Spagna           | 2'55"7 | 16               |
| 6    | Linda McGill      | Australia        | 2'59"4 | 20               |
| 7    | Marny Jolly       | Malaysia         | 3'11"0 | 24               |

| Pos. | Atleta              | Nazione       | Tempo  | Posizione finale |
| ---- | ------------------- | ------------- | ------ | ---------------- |
| 1    | Jill Slattery       | Gran Bretagna | 2'50"2 | 7                |
| 2    | Vivien Haddon       | Nuova Zelanda | 2'53"4 | 11               |
| 3    | Truus Looijs        | Paesi Bassi   | 2'54"5 | 12               |
| 4    | Sandy Nitta         | Stati Uniti   | 2'58"4 | 18               |
| 5    | Christl Filippovits | Austria       | 2'59"2 | 19               |
| 6    | Yoshiko Morizane    | Giappone      | 2'59"9 | 21               |
| 7    | Li Hin Yu           | Hong Kong     | 3'22"2 | 26               |

### Finale
| Pos.    | Atleta                 | Nazione          | Tempo  |
| ------- | ---------------------- | ---------------- | ------ |
| Oro     | Galina Prozumenščikova | Unione Sovietica | 2'46"4 |
| Argento | Claudia Kolb           | Stati Uniti      | 2'47"6 |
| Bronzo  | Svetlana Babanina      | Unione Sovietica | 2'48"6 |
| 4       | Stella Mitchell        | Gran Bretagna    | 2'49"0 |
| 5       | Jill Slattery          | Gran Bretagna    | 2'49"6 |
| 6       | Bärbel Grimmer         | Germania         | 2'51"0 |
| 7       | Klenie Bimolt          | Paesi Bassi      | 2'51"3 |
| 8       | Ursula Küper           | Germania         | 2'53"9 |